# راجر کییز، اولین بارون کیز
راجر کییز، اولین بارون کیز (انگلیسی: Roger Keyes, 1st Baron Keyes; ۴ اکتبر ۱۸۷۲ – ۲۶ دسامبر ۱۹۴۵) یک افسر نیروی دریایی بریتانیا بود.
او به عنوان یک افسر جزء، در یک ناوچه سبک که از زنگبار در ماموریت‌های سرکوب برده‌داری فعالیت می‌کرد، خدمت می‌کرد. در اوایل شورش بوکسورها، او ماموریتی را برای تصرف ناوگانی متشکل از چهار ناوشکن چینی که در اسکله‌ای در رودخانه پیهو لنگر انداخته بودند، رهبری کرد. او یکی از اولین افرادی بود که از دیوارهای پکن بالا رفت، به سفارتخانه‌های دیپلماتیک محاصره شده نفوذ کرد و آنها را آزاد کرد.
در طول جنگ جهانی اول، کیز به شدت در سازماندهی کمپین داردانل نقش داشت. کیز در عملیاتی مسئولیت را بر عهده گرفت که شش کشتی ماهیگیری و یک رزم‌ناو سعی در پاکسازی میدان مین کفز داشتند. این عملیات با شکست مواجه شد، زیرا توپخانه سیار ترکیه، اسکادران مین‌روب کیز را بمباران کرد. او به عنوان مدیر طرح‌ها در دریاسالاری منصوب شد و سپس فرماندهی گشت دوور را بر عهده گرفت: او تاکتیک‌ها را تغییر داد و گشت دوور در ماه اول پس از اجرای طرح کیز، پنج زیردریایی را غرق کرد، در حالی که در دو سال قبل از آن فقط دو زیردریایی غرق کرده بود.  او همچنین حملات معروف به انبارهای زیردریایی‌های آلمانی در بنادر زیبروگ و اوستنده بلژیک را برنامه‌ریزی و رهبری کرد.
کیز در بین دو جنگ، فرماندهی اسکادران رزم‌ناو جنگی، ناوگان اقیانوس اطلس و سپس ناوگان مدیترانه را بر عهده داشت و سپس فرمانده کل قوا در پورتسموث شد. او در سال ۱۹۳۴ به پارلمان راه یافت. در طول جنگ جهانی دوم، او ابتدا افسر رابط لئوپولد سوم، پادشاه بلژیک، شد. او با پوشیدن لباس فرم کامل در مجلس عوام، نقش مهمی در بحث نروژ ایفا کرد که منجر به استعفای نویل چمبرلین از نخست وزیری شد. او به عنوان اولین مدیر عملیات ترکیبی، برنامه‌هایی را برای آموزش کماندوها و حملات به سواحل دشمن اجرا کرد.